# Dragan Simeunović
Dragan Simeunović (Драган Симеуновић; Kraljevo, 17 settembre 1954) è un ex calciatore jugoslavo, di ruolo portiere.

## Carriera

### Club
Debutta da professionista nel 1976 con la Stella Rossa, ma dopo due stagioni da panchinaro viene mandato in prestito dapprima al Trepça di Kosovska Mitrovica, e poi al Vardar.
Rientrato a Belgrado diventa titolare della formazione biancorossa, vincendo due campionati jugoslavi e la Coppa di Jugoslavia 1981-1982. A metà della stagione 1982-1983 viene ceduto all'OFK Belgrado, con cui retrocede.
Si trasferisce quindi in Grecia, dapprima all'Apollōn Pontou e poi allo Olympiakos Volos, dove chiude la carriera.

### Nazionale
Difende i pali della Jugoslavia per una sola partita, scendendo in campo il 30 marzo 1980 in occasione del match interno valido per la Coppa dei Balcani contro la Romania (2-0).

## Statistiche

### Cronologia presenze e reti in nazionale
| Cronologia completa delle presenze e delle reti in nazionale ― Jugoslavia | Cronologia completa delle presenze e delle reti in nazionale ― Jugoslavia | Cronologia completa delle presenze e delle reti in nazionale ― Jugoslavia | Cronologia completa delle presenze e delle reti in nazionale ― Jugoslavia | Cronologia completa delle presenze e delle reti in nazionale ― Jugoslavia | Cronologia completa delle presenze e delle reti in nazionale ― Jugoslavia | Cronologia completa delle presenze e delle reti in nazionale ― Jugoslavia | Cronologia completa delle presenze e delle reti in nazionale ― Jugoslavia |
| Data                                                                      | Città                                                                     | In casa                                                                   | Risultato                                                                 | Ospiti                                                                    | Competizione                                                              | Reti                                                                      | Note                                                                      |
| ------------------------------------------------------------------------- | ------------------------------------------------------------------------- | ------------------------------------------------------------------------- | ------------------------------------------------------------------------- | ------------------------------------------------------------------------- | ------------------------------------------------------------------------- | ------------------------------------------------------------------------- | ------------------------------------------------------------------------- |
| 30-3-1980                                                                 | Belgrado                                                                  | Jugoslavia                                                                | 2 – 0                                                                     | Romania                                                                   | Coppa dei Balcani                                                         | -                                                                         |                                                                           |
| Totale                                                                    |                                                                           | Presenze                                                                  | 1                                                                         |                                                                           | Reti                                                                      | 0                                                                         |                                                                           |

## Palmarès

### Club

#### Competizioni nazionali
- Campionato jugoslavo: 2

Stella Rossa: 1976-1977, 1980-1981
- Coppa di Jugoslavia: 1

Stella Rossa: 1981-1982